# CYP11A1
CYP11A1 (англ. Cytochrome P450 family 11 subfamily A member 1) – білок, який кодується однойменним геном, розташованим у людей на короткому плечі 15-ї хромосоми. Довжина поліпептидного ланцюга білка становить 521 амінокислот, а молекулярна маса — 60 102.
| 10         |  | 20         |  | 30         |  | 40         |  | 50         |
| ---------- |  | ---------- |  | ---------- |  | ---------- |  | ---------- |
| MLAKGLPPRS |  | VLVKGCQTFL |  | SAPREGLGRL |  | RVPTGEGAGI |  | STRSPRPFNE |
| IPSPGDNGWL |  | NLYHFWRETG |  | THKVHLHHVQ |  | NFQKYGPIYR |  | EKLGNVESVY |
| VIDPEDVALL |  | FKSEGPNPER |  | FLIPPWVAYH |  | QYYQRPIGVL |  | LKKSAAWKKD |
| RVALNQEVMA |  | PEATKNFLPL |  | LDAVSRDFVS |  | VLHRRIKKAG |  | SGNYSGDISD |
| DLFRFAFESI |  | TNVIFGERQG |  | MLEEVVNPEA |  | QRFIDAIYQM |  | FHTSVPMLNL |
| PPDLFRLFRT |  | KTWKDHVAAW |  | DVIFSKADIY |  | TQNFYWELRQ |  | KGSVHHDYRG |
| ILYRLLGDSK |  | MSFEDIKANV |  | TEMLAGGVDT |  | TSMTLQWHLY |  | EMARNLKVQD |
| MLRAEVLAAR |  | HQAQGDMATM |  | LQLVPLLKAS |  | IKETLRLHPI |  | SVTLQRYLVN |
| DLVLRDYMIP |  | AKTLVQVAIY |  | ALGREPTFFF |  | DPENFDPTRW |  | LSKDKNITYF |
| RNLGFGWGVR |  | QCLGRRIAEL |  | EMTIFLINML |  | ENFRVEIQHL |  | SDVGTTFNLI |
| LMPEKPISFT |  | FWPFNQEATQ |  | Q          |  |            |  |            |

A: Аланін

C: Цистеїн

D: Аспарагінова кислота

E: Глутамінова кислота

F: Фенілаланін

G: Гліцин

H: Гістидин

I: Ізолейцин

K: Лізин

L: Лейцин

M: Метіонін

N: Аспарагін

P: Пролін

Q: Глутамін

R: Аргінін

S: Серин

T: Треонін

V: Валін

W: Триптофан

Кодований геном білок за функцією належить до оксидоредуктаз. 
Задіяний у таких біологічних процесах, як метаболізм ліпідів, метаболізм холестеролу, метаболізм стероїдів, метаболізм стеролів, альтернативний сплайсинг. 
Білок має сайт для зв'язування з іонами металів, іоном заліза, гемом. 
Локалізований у мембрані, мітохондрії.